# КК Метрополитан 92
КК Метрополитан 92 (фр. Metropolitans 92) француски је кошаркашки клуб из Париског региона. У сезони 2022/23. такмичи се у Про А лиги Француске. 

## Историја
Клуб је основан 2007. године спајањем тимова Париз Баскет Расинг из Париза и Левалоа из оближњег града Левалоа Пере. Почео је такмичење у Про А лиги, али је већ у првој сезони испао из ње. Ипак, већ годину дана касније вратио се у највиши ранг и од тада је његов редовни учесник, а најбољи пласман било је шесто место лигашког дела уз четвртфинале плеј-офа. Победник је националног купа и суперкупа за 2013. годину.
Деби на европској сцени везан је за сезону 2012/13, када је наступао у Еврочеленџу и стигао до четвртфинала. У Еврокупу први пут је играо у сезони 2013/14, али је испао већ у првој групној фази.

## Успеси

### Национални
- Куп Француске:
  - Победник (1): 2013.

- Суперкуп Француске:
  - Победник (1): 2013.

## Учинак у претходним сезонама
| Сез.     | Првенство Француске | Куп Француске      | Куп лидера   | Европско такмичење         |
| -------- | ------------------- | ------------------ | ------------ | -------------------------- |
| 2007/08. | 15. место           | Шеснаестина финала | —            | —                          |
| 2008/09. | —                   | Осмина финала      | —            | —                          |
| 2009/10. | Четвртфинале ПО     | Шеснаестина финала | —            | —                          |
| 2010/11. | 13. место           | Осмина финала      | —            | Еврочеленџ — Квалификације |
| 2011/12. | Четвртфинале ПО     | Шеснаестина финала | Четвртфинале | —                          |
| 2012/13. | 12. место           | Победник           | Полуфинале   | Еврочеленџ — Четвртфинале  |
| 2013/14. | Четвртфинале ПО     | Четвртфинале       | Полуфинале   | Еврокуп — Топ 48           |
| 2014/15. | 11. место           | Осмина финала      | Четвртфинале | Еврокуп — Четвртфинале     |
| 2015/16. | 14. место           | Осмина финала      | —            | —                          |
| 2016/17. | Полуфинале ПО       | Осмина финала      | Четвртфинале | —                          |
| 2017/18. | 10. место           | Полуфинале         | —            | Еврокуп — Топ 24           |
| 2018/19. | 12. место           | Полуфинале         | Полуфинале   | —                          |
| 2019/20. | прекинуто           | прекинуто          | Полуфинале   | —                          |
| 2020/21. | Четвртфинале ПО     | Четвртфинале       | није игран   | Еврокуп — Четвртфинале     |
| 2021/22. | —                   | —                  | —            | Еврокуп — Четвртфинале     |

## Познатији играчи
- Елтон Браун
- Антоан Дио
- Ламонт Хамилтон
- Блејк Шилб